# Famiglie italiane associate per la difesa dei diritti degli audiolesi
Le famiglie italiane associate per la difesa dei diritti degli audiolesi (FIADDA) è l'associazione delle famiglie non sorde che hanno dei figli nati con la sordità.

## Organizzazione
La FIADDA conta su circa 104 Sezioni Provinciali e 20 Consigli Regionali e circa 12.000 soci.
È membro della Federazione italiana per il superamento dell'handicap (FISH ONLUS).

### Organi centrali
- Congresso nazionale
- Assemblea nazionale
- Consiglio direttivo
- Presidente nazionale
- Collegio dei probiviri
- Collegio centrale dei sindaci

### Organi periferici
- Congressi regionali
- Assemblee regionali
- Consigli regionali
- Presidenti regionali
- Congressi provinciali
- Assemblee provinciali
- Consigli provinciali
- Presidenti provinciali
- Collegi regionali dei sindaci

## Associazioni federative
- Associazione Romana tra le Famiglie degli Audiolesi
- Associazione Lombarda Famiglie Audiolesi
- Associazione Ligure Ipoudenti
- Associazioni Famiglie Audiolesi
- Associazioni Portatori Impianto Cocleare
- Associazioni Genitori Sordi
- Associazioni Nazionali Ipoudenti e Famiglie

## Presidenti
- Antonio Cotura (2010 - in carica)